# Galapagosalbatros
Der Galapagosalbatros (Phoebastria irrorata) ist die einzige Art aus der Albatros-Familie, die in den Tropen vorkommt. Er brütet ausschließlich auf der Insel Española am Galapagos-Archipel, in einer Vulkanlandschaft mit Felsblöcken und spärlicher Vegetation. Außerhalb der Brutsaison hält sich der Vogel vor der Küste von Peru und Ecuador auf.

## Merkmale
Der Galapagosalbatros erreicht eine Körperlänge von 89 cm und ein Gewicht von rund 2 kg, die Flügelspannweite beträgt 230–240 cm. Der Kopf ist überwiegend weiß gefärbt, mit gelblichem Oberkopf und Nacken. Kinn, Kehle und Brust sind ebenfalls weiß und grau vermicular durchzeichnet, vor allem die Seiten der Brust und die Flanken. Der Bauch ist schokoladenbraun. Die Oberseite ist kastanienbraun, an Nacken, Bürzel und den Oberschwanzdecken ebenfalls gräulich vermicular gemustert, der untere Bürzel mit einem blassen Fleck und vermicular gemustert kontrastiert mit dem schokoladenbraunen Schwanz. Die Flügel sind auf der Oberseite schokoladenbraun ohne Zeichnung, der Schaft der Handschwingen deutlich gelblich-weiß. Der Unterschwanz ist schokoladenbraun. Die Unterseiten der Flügel sind an den Rändern dunkel, im Zentrum weiß. Die Unterflügeldecken sind ebenfalls weiß.
Der große Schnabel ist gelblich, die Augen dunkelbraun. Die Beine und Füße sind blass blau.

## Lebensraum und Lebensweise
Galapagosalbatrosse brüten auf der südöstlichen Galápagosinsel Española, wenige Paare auch auf der vor der Provinz Manabí, Ecuador, gelegenen Isla de la Plata. Die Art brütet jedes Jahr, sie nistet auf spärlich bewachsenem, mit Felsen umgebenem Lavagelände, in jüngerer Zeit auch in dichteren Buschwerk. Die Brutkolonien werden Ende März aufgesucht, die Eiablage erfolgt von Mitte April bis in den späten Juni. Die Jungen werden von Ende Dezember bis Anfang Januar flügge, die Geschlechtsreife erlangen sie nach 4–6 Jahren.
Ihre Nahrung besteht aus Fischen, Tintenfischen und Krustentieren. Studien haben gezeigt, dass sie kleptoparasitisch auch von anderen Arten Hervorgewürgtes fressen und es scheint, dass sie zumindest zeitweise Aasfresser sind. Während der Brutzeit wird die Nahrung in peruanischen Gewässern, in denen Tiefenwasser aufsteigt, gesucht. Außerhalb der Brutzeit im Osten und Südosten, in den Gewässern des ecuadorianischen und peruanischen Festlandsockels.

## Schutz und Gefährdung
Im Brutgebiet wird der Galapagosalbatros vom Nationalpark-Personal geschützt. Gefahr droht trotzdem durch Tourismus, Krankheiten und illegalen Fischfang in nahen Gewässern. Die sehr kleine Population auf der Isla de la Plata wird von Nesträubern, Ratten und Katzen, sowie durch das illegale Sammeln von Eiern und Jungtieren bedroht. Von der International Union for Conservation of Nature and Natural Resources (IUCN) wird die Art auf Grund des extrem kleinen Brutgebietes das im Wesentlichen auf eine Insel beschränkt ist und wegen Anzeichen auf einen Rückgang des Bestandes als vom Aussterben bedroht (Critically Endangered, CR) eingestuft. 2010 lag der Gesamtbestand bei 34.700 Exemplaren.